# 曼赞-古尔麦
曼赞·古尔麦(Mandzan Gurme)，布里亚特神话中的众神之母。

## 传说
她是埃赫-布尔汗（Ekhe-Burkhan）之女，所有善良的坚格里之母。她有9子9妇，各自体现某种美德。她曾是西方坚格里的领袖。她死后这一地位传给了汗·休尔玛斯-坚格里(一说传给了扎扬萨甘-坚格里)。与曼赞·古尔麦相对立的是她的同胞姐妹、凶恶的东方坚格里领袖玛亚斯·哈拉(Mayas Khard)。
曼赞·古尔麦与银河的产生有关。据云，格萨尔王以巧计欺骗了她。一怒之下，她向格萨尔（Gesar）王喷洒乳汁，乳汁化成了银河(原意为“乳汁河”)。

## 相关内容
坚格里(Tengri)，是没有人格化的男性神祇。他支配个人、民族、国家的命运。中亚地区的阿尔泰、绍尔称之为“捷格里”；哈卡斯称为“季基尔”或“捷尔”；唐努乌梁海人称之为“德埃尔”、楚瓦什称之为“图拉”；雅库特称之为“坦加拉”；蒙古和土尔扈特称之为“顿格尔”；布里亚特称之为“顿格里”。这些名字皆为同源，意义为“天”,属于中亚各民族最古老的神话，可能来源于匈奴语(公元前3世纪)。它与匈奴的“钦利”相近，甚至与中国的“天”的观念、苏美尔人的“丁迪尔”属于同等观念。“天”的观念是以万物有灵论为基础形成的。万物有灵论认不存在着一位天的主宰精灵。人们认为“天”既是天的主宰精灵的直接表现，又是他居住的地方。坚格里早在古突厥神话中即已如此。他的形象可能产生于突厥人之前的时代，一成未变地传流到中世纪的蒙古人时期。蒙古人称之为蒙赫-坚格里(意指“永恒的天”)。后来，在哈卡斯和蒙兀儿等族神话里最大限度地保留了一个统一的高尚慈祥、无所不知的天(坚格里)的形象。在后期的传说中“坚格里”一词有时只是最高神的头衔，但更经常的是表示神祇的通称，表示天神这一等级的称号。
布里亚特神话中分有“北方的(后面的)坚格里”和“南方的(前面的坚格里)。后来变化为光明的(察甘-Tsagan，“白色的”)西方坚格里和黑暗的(哈拉-Khard，意为“黑色的”)东方坚格里，两者相互对立。他们原为亲族，而后变为敌对。在这个母题上，产生了许多神话故事。在蒙古萨满教祷调整里更是经常提及黑暗的坚格里、光明的坚格里。